# Dilson Funaro
Dilson Domingos Funaro (São Paulo, 23 de outubro de 1933 — 12 de abril de 1989) foi um empresário brasileiro do ramo de plásticos, proprietário da fábrica de brinquedos Trol. Foi presidente do BNDES e ministro da Fazenda do Brasil durante o governo José Sarney, entre 26 de agosto de 1985 e 29 de abril de 1987. Durante seu cargo como ministro da Fazenda, foi responsável pela criação de um plano de estabilização financeira, o Plano Cruzado. Também foi o responsável pela assinatura da moratória unilateral da dívida externa brasileira, conferida em 20 de fevereiro de 1987. Em um cenário de crise econômica nacional e internacional, Funaro pediria demissão poucos meses depois.

## Vida pessoal
Dilson era filho de Paschoal Funaro e Helena Kraljevic, e neto de Domingos Funaro (Catanzaro, Calabria, Italia).
Ele cursou a Escola de Engenharia da Universidade Presbiteriana Mackenzie e, vindo de família abastada montou, ainda jovem, a CIBRAPE, uma indústria de plásticos. Logo depois adquiriu a Monitora e, posteriormente, a Trol, uma grande fábrica de produtos de plástico para indústria, uso doméstico e brinquedos.
Em outubro de 1982, descobriu que sofria de câncer linfático, uma das formas mais graves da doença, que apresentou várias recidivas, causando sua morte em 1989.
Foi casado com Ana Maria Matarazzo Suplicy (filha de Paul Cochrane Suplicy e Filomena Matarazzo, irmã de Eduardo Matarazzo Suplicy), a quem deixou viúva com seis filhos.

## Atividades
De 1958 a 1980, Dilson Funaro exerceu diversas atividades, enumeradas a seguir:
1. Diretor do Centro das Indústrias do Estado de São Paulo - CIESP;
2. Diretor do departamento de Comércio Exterior - FIESP;
3. Membro do do Conselho de Comércio Exterior - CNI;
4. Membro do Conselho de Assuntos legislativo da CNI;
5. Diretor do Departamento de Estatística da FIESP;
6. Diretor Adjunto do Departamento de Economia da FIESP;
7. Conselheiro Especial da CNI;
8. Presidente da Associação Brasileira de Plástico;
9. Presidente da Associação Latino Americana de Plásticos;
10. Presidente do Sindicato da Indústria de Material Plástico;
11. Vice-Presidente da FIESP;
12. Membro do Conselho de comércio Exterior da FIESP;
13. Conselheiro da Escola de Administração de Empresas da Fundação Getúlio Vargas;
14. Presidente do Conselho de Tecnologia do Estado de São Paulo;
15. Secretário da Economia e Planejamento do Estado de São Paulo (governo Abreu Sodré);
16. Secretário da Fazenda do Estado de São Paulo (governo Abreu Sodré);
17. Membro do Conselho de Economia da FIESP;
18. Membro do Conselho da Fundação Padre Anchieta (TV educativa);
19. Presidente do Conselho da VASP.

## Plano Cruzado
Foi presidente do BNDES e ministro da Fazenda do Brasil durante o governo José Sarney, tomando posse em 26 de agosto de 1985 e deixou o ministério em 29 de abril de 1987. Durante seu cargo como ministro da Fazenda, foi responsável pela criação de um plano de estabilização financeira, o Plano Cruzado.